# 韩国—墨西哥关系
韩墨关系（韩语：／），亦称墨韩关系，指韩国与墨西哥两国之间的双边关系。

## 历史

墨西哥城的韩墨友谊亭

韩国与墨西哥两国之间最早的接触是近代新西班牙基督教牧师来朝鲜半岛传教。此后，双方几乎没有任何直接接触。仅有的接触就是韩国商船与西班牙帝国菲律宾殖民地之间的贸易。这些韩国货物后会被西班牙盖伦帆船从马尼拉运往今日的墨西哥。1905年，首批1,033名韩国移民乘船抵达墨西哥南部，定居尤卡坦州。
朝鲜战争时期，墨西哥并没有像其它拉美国家派兵参战，而是采取了中立态度。1962年1月26日，韩国与墨西哥两国正式建立外交关系。当年，韩国在墨西哥城设立大使馆。墨西哥最初通过位于东京的墨驻日大使馆处理墨韩外交事务。1968年3月，韩国在墨西哥城修建了韩墨友谊亭。1978年，墨西哥在韩国首尔设立大使馆。
1991年，时任韩国总统卢泰愚出访墨西哥，成为首位出访墨西哥和拉丁美洲的韩国国家元首。1996年，时任墨西哥总统埃內斯托·柴迪洛对韩国进行了回访，开启了双方的高层交往。2017年，两国举行了建交55周年和韩国人移民墨西哥112周年的纪念活动。

## 经贸关系

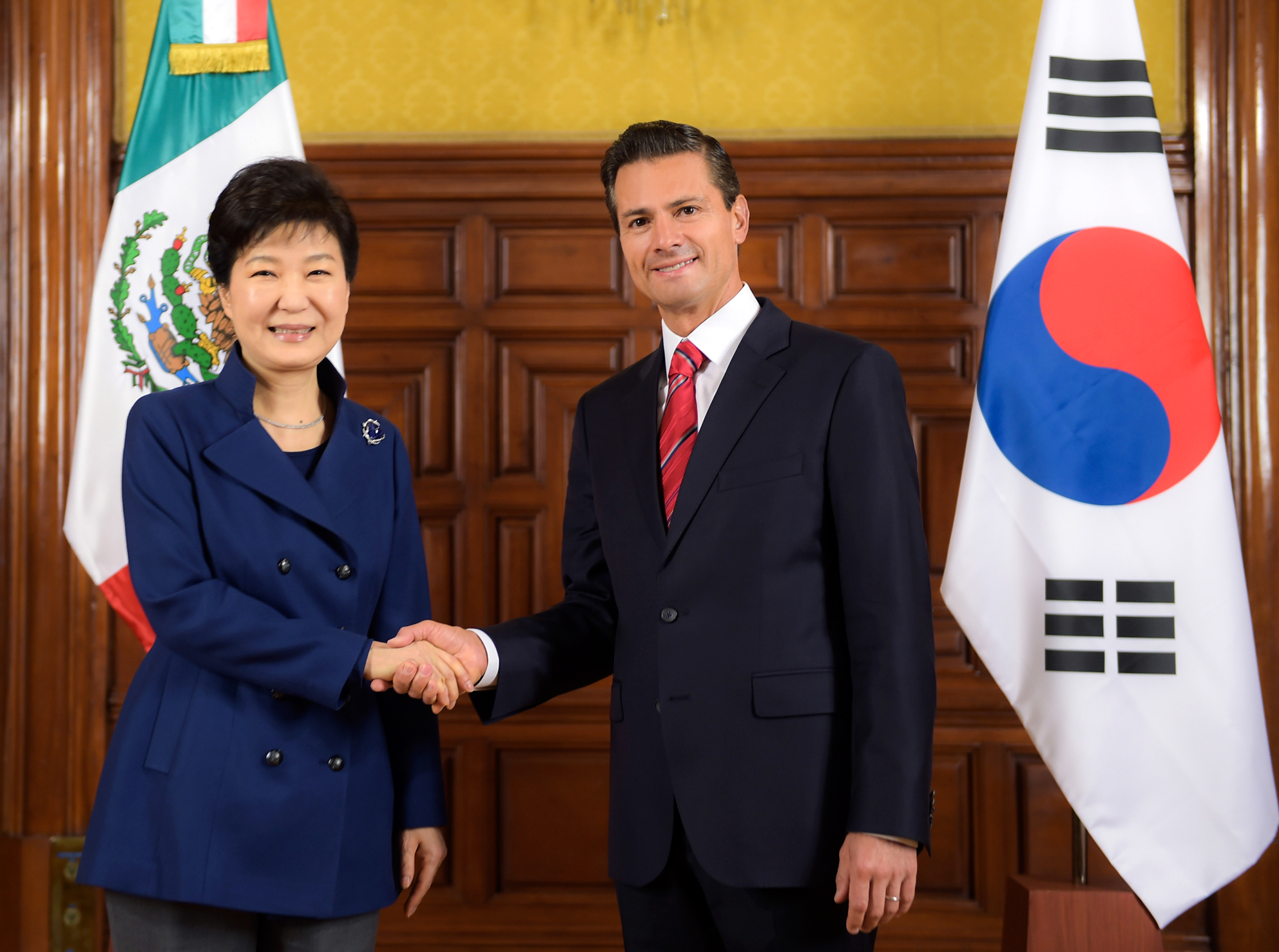
墨西哥总统恩里克·培尼亚·涅托与来访的韩国总统朴槿惠（2016年于墨西哥城）

2012年，韩墨双方开始商讨签订自贸协议。2018年，两国双边贸易额达到191亿美元。墨西哥出口韩国的商品主要有石油、矿物、海产品、酒等。韩国出口墨西哥的商品主要是电子和汽车产品。
韩国是墨西哥第六大贸易伙伴。1999 - 2015年，韩国在墨西哥的直接投资超过30亿美元。期间，墨西哥在韩投资为2亿美元。有1,700家韩国公司在墨西哥投资。LG集团、现代集团、起亚汽车、浦项钢铁、三星集团等韩国跨国公司在墨西哥设有分公司。KidZania等墨西哥公司在韩有投资。

## 旅游与交通
2016年，到墨西哥旅游的韩国人有45,000名。与此同时，有8000多名墨西哥人来韩旅游。2017年，墨西哥国际航空开通了往返两国的航班